# Diane Charlemagne
Diane Charlemagne (* 22. Februar 1964 in Manchester; † 28. Oktober 2015) war eine britische Sängerin.
Mitte der 1980er Jahre wurde Diane Charlemagne als neue Sängerin der Funkjazz-Band 52nd Street bekannt. Sie wechselte Anfang der 1990er Jahre zum Eurodance-Projekt Urban Cookie Collective, deren größter Charthit The Key, The Secret wurde. Die Band veröffentlichte zwei Alben und hatte fünf Charthits. 1994 sang Charlemagne für Goldie die Titel Kemistry und Inner City Life ein. Sie wurde dann als Backgroundsängerin Teil von Mobys Liveband.
Sie sang weiterhin Titel für Künstler der Dance-Musik ein, darunter für Calibre, High Contrast, D:Ream, Netsky und 4hero.
Diane Charlemagne starb am 28. Oktober 2015 an Krebs.